# Малое Чебачье
Малое Чебачье (каз. Кіші Шабақты көлі) — озеро в Бурабайском районе Акмолинской области Казахстана. Входит в группу Кокчетавских озёр. Площадь поверхности озера — 16,8 км² (по другим данным — 17,06 км²).
Глубина озера достигает 15,5 метров. Средняя глубина — 4,68 м. Объём воды — 0,0799 км³.
Озеро Малое Чебачье бессточное. С северо-западного берега в него впадает несколько логов с сезонным весенним стоком. Вокруг озера имеется сложенная песками с прослойками серых глин терраса высотой 1-1.5 и шириной 0,5-3,5 метра.
В водах озера превышена ПДК по хлоридам, сульфатам, магнию, аммонию солевому, железу общему, меди и фторидам. Вода для питья непригодна.
В озере обитает 6-7 таксонов зоопланктона (число меняется в зависимости от года). Отмечены 1 вид ракообразных, по 2 вида моллюсков, олигохет, насекомых, и 10 видов хирономид. Аборигенные виды ихтиофауны — золотой и серебряный караси, окунь, щука, плотва. Вселялись лещ, судак, рипус, ряпушка, пелядь, муксун.